# Lotería Nacional (Argentina)

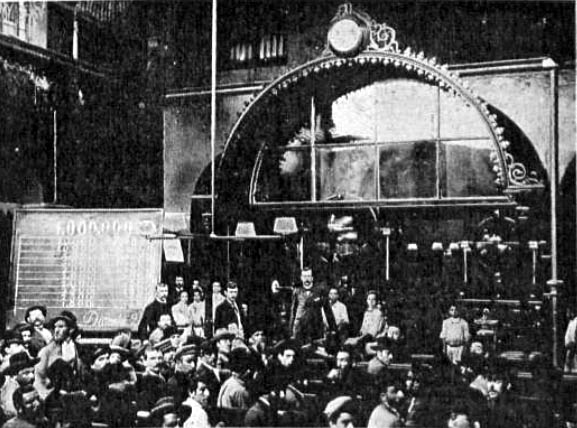
Lotería Nacional de 1898.jpg

La Lotería Nacional (LNSE) fue un ente dependiente del Poder Ejecutivo argentino encargado de regular, administrar, explotar y ejercer el contralor de los juegos de azar. Los fondos generados eran utilizados para la asistencia social.
Fue fundada en 1893 para la realización de sorteos de lotería a nivel nacional y luego agregó la fiscalización de bingos y casinos en el ámbito de la ciudad de Buenos Aires (en el resto del país esto es realizada por las loterías provinciales). En 2017 se transfieren muchas de sus competencias al gobierno de la ciudad de Buenos Aires y en 2018 se disuelve por medio de un decreto de necesidad y urgencia.

## Historia
Fundada el 16 de octubre de 1893 por un decreto del Congreso Nacional, que autorizó la realización periódica de una lotería de beneficencia, para mejorar las condiciones de vida de la población. La sede de la lotería nacional se encontraba en la calle Santiago del Estero 126 en la Capital Federal de Argentina Buenos Aires. En esa primera época el juego era único y consistía en la adquisición de billetes pre impresos de 6 cifras.
En 1944 se empiezan a tomar concesiones de diversos casinos en distintos puntos del país. En 1953 se toma la concesión del Hipódromo de Palermo y de San Isidro. Este último hasta 1980 cuando la administración y explotación fue cedida al Jockey Club de Buenos Aires.
En 1990 la Lotería se constituye como Sociedad del Estado: mediante el dictado del Decreto N.º 598/90 , y así se inicia su modificación estructural tendiente a la modernización administrativa y operativa de su actividad. Al año siguiente se inauguran las primeras salas de bingo en la Capital Federal.
La constitución de la ciudad de Buenos Aires sancionada en 1996 establece que el producto de lo recaudado por la administración de los juegos de azar  es un recurso que debe estar administrado directamente por la ciudad.
En el año 2000 se firmaron convenios con distintos Entes Provinciales, para la comercialización de sus productos en Capital Federal.
En el año 2003,  Lotería Nacional S.E. suscribió un convenio con el Instituto de Juegos de Apuestas de la Ciudad Autónoma de Buenos Aires para que parte de lo producido por las explotaciones de los juegos de azar se transfiera a la órbita de la Ciudad. Pero si bien este acuerdo se había firmado con el fin de crear y facilitar relaciones de colaboración institucional en el marco del conflicto jurisdiccional planteado por la explotación de los juegos de azar, no se había logrado avanzar hacia la plena potestad que la ciudad debía tener para controlar el juego.

### Transferencia de competencias a la ciudad de Buenos Aires y disolución
A mediados de 2016 se pusieron en funcionamiento los mecanismos necesarios para que la Ciudad de Buenos Aires comience a ejercer la plena competencia en la administración de juegos de azar, mediante la  celebración de un acuerdo entre Lotería Nacional S.E. y el Instituto de Juegos de Apuestas de la Ciudad Autónoma de Buenos Aires. En diciembre de ese mismo año, la legislatura de la Ciudad de Buenos Aires aprobó la competencia de la ciudad en cuanto a la autorización, explotación, administración y control de juegos de apuestas y actividades conexas que se desarrollan en su jurisdicción, implicando la transferencia de los juegos de azar, destrezas y apuestas mutuas a la órbita de la Ciudad. En junio de 2017 se efectiviza el traspaso de la mayoría de sus juegos al nuevo ente de apuestas Lotería de la Ciudad. La Lotería Nacional se trasladó a su nueva sede en la calle Adolfo Alsina 1325, dejando la sede antigua al nuevo ente de la ciudad.
El 2 de febrero de 2018, el Poder Ejecutivo nacional dispuso la liquidación y cierre de la Lotería Nacional, tras 124 años de historia. Las razones esgrimidas fueron que las únicas tareas que le habían quedado a la Lotería luego de las reformas del año anterior eran los sorteos de La Grande y el Prode, además de que no tenía jurisdicción para fiscalizar los juegos de azar al ser una cuestión descentralizada a las provincias.

## Juegos organizados por LNSE
Los juegos que organizaba la Lotería Nacional eran:
- La Grande de la Nacional (Lotería Nacional desde 1893, La Grande desde 1999 a 2018);
- Prode, pronósticos deportivos;

### El Gordo de Navidad
Desde 1893, año en el que la Lotería Nacional fue fundada, se sortea cerca del 24 de diciembre el Gordo de Navidad. En ese año el número premiado fue el 7 005, que entregó un premio de $ 400 000 (pesos moneda nacional). Entre 1897 y 1927 el premio fue de $ 1 000 000 (pesos moneda nacional). En el año 2000, de $ 3 000 000 y en 2007 de $ 5 000 000. En 1993 salió el número 8 078 y por primera vez el pozo quedó vacante. El número que más veces ha salido, como terminación, fue 6. El número que menos veces ha salido es el 8. La decena que más veces ha salido es la del 00 al 09. La que menos veces ha salido es la del 50 al 59. Las terminaciones 02, 03, 05, 06, 07, 11, 76, 84, 86, 90, 92, 94 han salido tres veces cada una.
Las terminaciones 003, 186, 233, 543, 684, 926 han salido dos veces cada una. La terminación 6 003 ha salido en dos oportunidades, en 1940 salió el 16 003 y en 1945 salió el 6 003. En los años 1904 y 1960 el premio mayor lo obtuvieron números capicúas, el 14 941 y el 6 006 respectivamente.

## Servicios administrados por LNSE
- Hipódromo de Palermo (1953-2016)
- Casino Flotante de Puerto Madero (1999-2016)